# Filmredaktionen
Filmredaktionen var et dansk filmmagasin, der blev vist på DR i perioden 1972-1980.
Programmets vært var I.C. Lauritzen, der præsenterede biografaktuelle film.